# Phelipanche heldreichii
Phelipanche heldreichii är en snyltrotsväxtart som först beskrevs av Reuter, och fick sitt nu gällande namn av Soják. Phelipanche heldreichii ingår i släktet Phelipanche och familjen snyltrotsväxter. Inga underarter finns listade i Catalogue of Life.